# منحنى النسيان

رسم بياني لمنحنى النسيان وعملية انخفاض الذاكرة.

منحنى النسيان (بالإنجليزية: Forgetting curve) هو مفهوم نفسي اكتشفه عالم النفس الألماني هيرمان إبنجهاوس عام 1885. يشرح هذا المفهوم كيف تتدهور الذاكرة بمرور الوقت وتنسى المعلومات إذا لم تتم مراجعتها أو استخدامها. وفقًا لدراسات إبنجهاوس ينسى الشخص أكثر من 50% من المعلومات التي يتعلمها في الساعات والأيام الأولى ، ثم يتسارع معدل النسيان في فترة قصيرة إلى أن يبلغ نسبة 90% من هذه المعلومات إذا لم يمارسها أو يعيد مراجعتها.

## تاريخ المصطلح

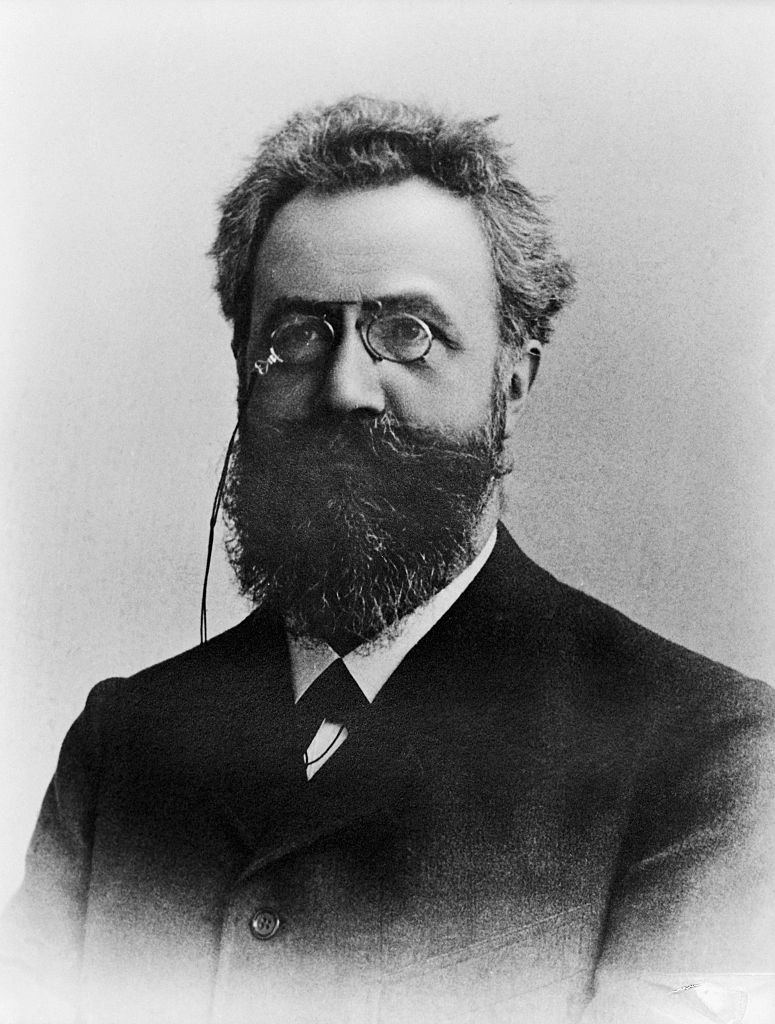
هيرمان إبنجهاوس، واضع منحنى النسيان.

ارتبط المفهوم بعالم النفس الألماني هيرمان إبنجهاوس، الذي قاد دراسات منهجية لتحديد العلاقة بين مرور الزمن وفقدان المعلومات. من وجهة النظر النفسية، يبين هذا النموذج أن التعلم ليس عملية خطية متسلسلة؛ إذ ينسى الشخص كمًا كبيرًا من المعلومات التي يتلقاها في الساعات والأيام الأولى بعد التعلم بسبب تأثير الذاكرة قصيرة الأمد وكثافة تدفق المعلومات.
بدأ الاهتمام بمنحنى النسيان مع تجارب هيرمان إبنجهاوس في أواخر القرن التاسع عشر، حيث أجرى تجارب على نفسه باستخدام كلمات ليس لها معنى مثل (DOK) و (EHD) لتجنب التأثيرات الدلالية على الذاكرة. بين عامي 1880 و1885 قام إبنجهاوس برصد معدل تراجع الذاكرة في فترات زمنية متفاوتة، وهكذا رسم منحنى يوضح كيف يفقد الإنسان المعلومات بشكل تدريجي عبر الزمن.

## نتائج الدراسة
أظهرت نتائج التجارب أن نسبة التذكر تبدأ بمعدل 100% مباشرة بعد التعلم، لكنها تنخفض انخفاضًا حادًا خلال الساعات والأيام الأولى، مع استمرار التراجع بمعدل أقل بعد مرور فترة معينة. وجد إبنجهاوس أن الذاكرة تتراجع بشكل أسّي في البداية وتستقر تقريبًا بعد 30 يومًا من التعلم.
كما كشف البحث عن ظاهرة تأثير البداية والنهاية (Primacy/Recency Effect)، حيث يتذكر الأشخاص المعلومات التي سمعوها أو قرأوها في (بداية) الجلسة التعليمية وفي (نهايتها) بشكل أفضل مقارنةً بالمعلومات التي وردت في منتصف النص أو في وسط الجلسة.

## عوامل تؤثر على النسيان
توصّل إبنجهاوس في أبحاثه إلى عدة عوامل تؤثر على معدل النسيان وتذكّر المعلومات، من أبرزها:
- قوة وملاءمة المعلومات: فكلما كانت المعلومات قوية ومتصلة باهتمامات الشخص كانت أكثر رسوخًا في الذاكرة.
- طريقة عرض المعلومة: فالمعلومات المُقدَّمة بشكل واضح ومنطقي تبقى في الذاكرة لفترة أطول من المعلومات المعروضة بشكل مشوّش وغير متناسق.
- الوقت: حيث أن مرور الزمن يلعب دورًا رئيسيًا في ضعف الذاكرة وحدوث النسيان؛ إذ تنخفض القدرة على استرجاع المعلومات بمرور الساعات والأيام الأولى بعد تعلمها.
- التداخل مع المعلومات الجديدة: حيث تؤثر المعلومات الجديدة الداخلة إلى الذاكرة على قدرة الذهن على استرجاع المعلومات السابقة.
- المشاعر والحالة الفسيولوجية: مثل قلة النوم والتوتر، حيث يؤثر نقص النوم أو حدة الضغط النفسي على التركيز والحفظ واسترجاع بالمعلومات.[4][5][7]

## طرق مكافحة النسيان
قدّمت العديد من الدراسات مجموعة استراتيجيات وطرق لإحباط منحنى النسيان والاحتفاظ بالمعلومات في الذاكرة، منها:
- إعادة مراجعة المعلومات: أوضحت أبحاث إبنجهاوس بأن إعادة مراجعة المعلومات الجديدة بشكل متكرر هي أفضل وسيلة لتقوية الذاكرة.
- تبسيط المعلومات : فكلما كان أسلوب عرض المعلومة واضحًا ومنطقيًا كلما رسخت أكثر في الذاكرة.
- الارتباط الشخصي: فكلما كانت المعلومات مرتبطة بحياة الشخص أو عمله أو اهتماماته كان تذكرها أسهل.
- التفاعل مع المعلومة: فحينما يتفاعل الشخص مع المعلومات من خلال حل الألغاز أو النقاشات الجماعية سيعمل ذلك على استيعاب المعلومات وحفظها بشكل أقوى.
- التلخيص: فإن تلخيص المحتوى ومراجعة أبرز وأهم النقاط فيه يساعد على تذكّره لفترة أطول.[6][8][9]

## انتقاد المنحنى
من الانتقادات التي طالت منهجية إبينجهاوس هو أنه أجرى هذه التجربة على نفسه فقط، مما يثير تساؤلات حول إمكانية تعميم النتائج التي خرجت بها هذه التجربة الفردية. كما استخدم إبينجهاوس في تجربته كلمات ومقاطع لفظية عديمة المعنى، ونتائج كهذه لا يمكن تعميمها على المعلومات المفهومة ذات المعنى.
كما أشارت الأبحاث الناقدة إلى وجود اختلافات فردية تؤثر على منحنى النسيان وعمله في الذاكرة. هذا بالإضافة إلى أن أهمية المعلومات وفهمها فهمًا عميقًا يلعب دورًا مهمًا في زيادة أو نقصان منحنى النسيان.

## تأثيره في المجال التعليمي
ساهم ظهور منحنى النسيان في تطوير أساليب تعليمية تشجع على استخدام طرق جديدة مثل التعلم المصغر والتكرار المتباعد للمعلومات (أي تقسيم المعلومات إلى فقرات صغيرة ومراجعتها على فترات زمنية متباعدة حيث أنه يساعد على ترسيخها في الذاكرة طويلة الأمد)، وهي طرق أثبتت قدرتها على تقوية الذاكرة واسترجاع المعلومات.
كما دفع المعلمين إلى التشكيك في الرسوم البيانية الجذابة دون فهم البحث الأصلي، وجعلهم أكثر حذرًا عند تطبيقها في المجال التعليمي.
ولفت النظر إلى أهمية استخدام الفيديو والعناصر السمعية والبصرية ودورها في حفظ المادة المعروضة.
وساعد الطلاب في اكتشاف أكثر الطرق نجاحًا في حفظ المعلومات وإبقائها في الذاكرة لفترة طويلة.